# Laga befogenhet
Laga befogenhet är en objektiv ansvarsfrihetsgrund som innebär att någon får begå en annars straffbar handling eftersom handlingen utförs med stöd i lag. Exempelvis skulle en kroppsvisitation kunna utgöra ett ofredande men handlingen kan ursäktas om det utförs med stöd i lag. Reglerna brukar kräva iakttagande av behovs- och proportionalitetsprincipen.
Ofta avses olika tjänstemäns befogenhet att använda våld för att verkställa en tjänsteåtgärd. 

## Våldsanvändning i laga befogenhet
De vanligaste lagstöden för att använda våld i laga befogenhet återfinns i 10 § polislagen och 24 kap. 2 § brottsbalken. Enligt brottsbalkens bestämmelser tillkommer befogenhet att utöva våld den som utövar uppsikt över frihetsberövade, bestämmelserna i polislagen tillkommer polisman eller enligt 29 § vissa andra tjänstemän som har att verkställa vissa tvångsmedel. De som använder sig av dessa lagrum är förutom polismän bland annat ordningsvakter, tullinspektörer, skyddsvakter, kriminalvårdare, hamn- eller flygplatskontrollanter med flera.

## Användande av skjutvapen i laga befogenhet
Användning av skjutvapen för att verkställa ett tvångsmedel utgör en särskilt kraftig våldsanvändning. Skjutvapenanvändningen kräver att förutsättningarna för våldsanvändning är uppfyllda. Eftersom skjutvapenanvändning utgör en så allvarlig form av våldsanvändning har lagstiftaren reglerat den strängt.
Tullinspektorer och väktare får inte använda skjutvapen i laga befogenhet utan endast i nöd eller nödvärn.
Polisman får i vissa fall använda skjutvapen i laga befogenhet. Polismäns rätt att använda skjutvapen i laga befogenhet begränsas sedan 1969 av den så kallade skjutkungörelsen. Skjutkungörelsen begränsar polismans befogenhet att använda skjutvapen till att endast gälla vid misstanke om vissa särskilt allvarliga brott. Polisens befogenhet att använda vapen i laga befogenhet håller på att ses över, en utredning om polisens skjutvapenanvändning presenterades hösten 2023.